# Ole Qvist
Ole Qvist (* 25. Februar 1950 in Kopenhagen) ist ein ehemaliger dänischer Fußballtorwart.

## Spielerkarriere
Qvist spielte seine gesamte Karriere bei einem Verein: Kjøbenhavns Boldklub. Er gewann von 1970 bis 1987 zweimal den dänischen Meistertitel. In dieser Zeit wurde er Stammtorhüter und Urgestein des Vereins.
International spielte er 39 Mal für Dänemark. Er nahm an der Europameisterschaft 1984 in Frankreich (aus im Halbfinale) und der Weltmeisterschaft 1986 in Mexiko (aus im Achtelfinale) teil.

### Sonstiges
Sein Sohn Lasse (* 1987) ist ebenfalls Profifußballspieler und war unter anderem von 2004 bis 2005 bei der PSV Eindhoven unter Vertrag. Nach seiner aktiven Karriere wurde Ole Qvist Polizist.

## Erfolge
- 2× Dänischer Meister (1974, 1980)